# به عشق گوش کن
به عشق گوش کن (انگلیسی: Listen to Love; کره‌ای: 이번 주, 아내가 바람을 핍니다) یک مجموعه تلویزیونی کره جنوبی سال ۲۰۱۶ با بازی لی سون کیون و سونگ جی هیو است دربارهٔ شوهرانی است که تلاش می‌کنند به کمک شهروند اینترنتی ناشناس بودن از ازدواجشان محافظت کنند و بر پایه مجموعه تلویزیونی ژاپنی سال ۲۰۰۷ با همین نام است. این مجموعه از ۲۸ اکتبر تا ۳ دسامبر ۲۰۱۶، روزهای جمعه و شنبه ساعت ۲۰:۳۰ (کی‌اس‌تی) از جی‌تی‌بی‌سی برای ۱۲ قسمت پخش شد.

## بازیگران

### اصلی
- لی سون کیون در نقش دو هیون وو / توی‌کرِین (نام کاربری)
- سونگ جی هیو در نقش جونگ سو یون
- کیم هی وون در نقش چوی یون گی
- یه جی وون در نقش اون آه را
- لی سانگ یوب در نقش آن جون یونگ
- بوآ در نقش کوان بو یونگ